# Royal Palm Beach
Rolay Palm Beach – wieś w Stanach Zjednoczonych, w stanie Floryda, w hrabstwie Palm Beach.